# MathML
MathML (от англ. Mathematical Markup Language — язык математической разметки) — язык разметки на основе XML для представления математических символов и формул в веб-документах. Разрабатывается и пропагандируется математической группой W3C.
MathML учитывает не только представление, но и смысловое содержание элементов формул, в связи с чем разделён на две ветви — Presentation MathML и Content MathML. Также разрабатывается система разметки математической семантики OpenMath, призванная дополнить MathML смысловой информацией.

## История версий
MathML был предложен в 1995 году в виде тега <math> как часть стандарта HTML версии 3. Однако этот стандарт оказался нереализованным в браузерах, и MathML не нашлось места в стандарте HTML 3.2.
Версии:
- июль 1999 года — версия 1.02
- февраль 2001 года — версия 2.0
- октябрь 2003 года — вторая редакция версии 2.0
- октябрь 2010 года — версия 3.0

В HTML5 MathML стал частью языка разметки.

## Пример
В ΤΕΧ описание:
```
x = 
\frac
{
-b 
\pm
 
\sqrt
{
b
^
2 - 4ac
}}{
2a
}

```

используется для представления формулы:
{\displaystyle x={\frac {-b\pm {\sqrt {b^{2}-4ac}}}{2a}}}
Эта же формула с помощью MathML:
```
<math
 
xmlns=
"http://www.w3.org/1998/Math/MathML"
 
display=
"block"
>

  
<mi>
x
</mi>
 
<mo>
=
</mo>

  
<mrow>

    
<mfrac>

      
<mrow>

        
<mo>
−
</mo>

        
<mi>
b
</mi>

        
<mo>
±
</mo>

        
<msqrt>

          
<msup><mi>
b
</mi><mn>
2
</mn></msup>

          
<mo>
−
</mo>

          
<mn>
4
</mn><mi>
a
</mi><mi>
c
</mi>

        
</msqrt>

      
</mrow>

      
<mrow>
 
<mn>
2
</mn><mi>
a
</mi>
 
</mrow>

    
</mfrac>

  
</mrow>

  
<mtext>
.
</mtext>

</math>

```

XML-структура MathML обеспечивает широкую область использования и позволяет быстро отображать формулы в приложениях, таких как браузеры, а также легко интерпретировать их значения в математических программных продуктах.

## Поддержка программного обеспечения
Информация от программных продуктов о поддержке MathML не всегда соответствует ожиданиям, поскольку, как правило, не указывается о версии поддерживаемого MathML и полнота поддержки.
Существует множество утилит для преобразования математических выражений в MathML, включая конвертеры между TeX и MathML.
Язык разметки MathML поддерживается многими современными браузерами:
- Mozilla Firefox поддерживает MathML 2.0 начиная с версии Firefox 1.5; поддержка MathML 3.0 — в разработке;
- Opera частично[9] поддерживала MathML начиная с версии 9.5 (сборки 9656) (от 16 ноября 2007), но после перехода на WebKit поддержка была прекращена;
- Google Chrome официально поддерживал MathML в версии 2.4[10], но позже поддержка была прекращена.[11]. Начиная с версии Chrome 109 поддержка вновь появилась.[12]

Многие другие браузеры поддерживают этот формат при установке соответствующих плагинов.
MathJax позволяет отрисовывать MathML-формулы в браузерах, не имеющих родной поддержки формата, при помощи JavaScript.
Кроме того, MathML поддерживается основными офисными программами, такими как Microsoft Word и OpenOffice.org, а также математическими программными продуктами, например, Mathematica, Maple.
В Windows 7 реализована поддержка рукописного ввода формул. Результат распознавания представлен в виде выражения MathML.